# Gerard Reve
Gerard Kornelis van het Reve (n. 14 decembrie 1923, Amsterdam, Țările de Jos – d. 8 aprilie 2006, Zulte, Flandra, Belgia) a fost un scriitor neerlandez.